# こいしや食品
こいしや食品株式会社（こいしやしょくひん）は、栃木県宇都宮市に本社を置き、豆腐等大豆製品を主に製造する企業。

## 沿革
出典
- 1916年 - 小池茂三郎が氏家町（現・さくら市）にて創業
- 1951年 - 小池英一が家業を継ぐ
- 1957年 - 合資会社小石屋商店設立
- 1963年 - 有限会社小石屋商店に組織変更
- 1978年 - こいしや食品株式会社に組織変更
- 1990年 - 小池久男、代表取締役社長就任
- 1996年 - 東武宇都宮百貨店に豆水撰1号店開店
- 2002年 - 東武宇都宮百貨店大田原店に豆水撰2号店開店
- 2008年 - 本社工場内に直売所豆水撰開店
- 2017年 - 小池泰史、代表取締役社長就任
- 2019年12月3日 直営店の豆水撰奈坪店開店
- 2024年3月20日豆水撰奈坪店閉店[2]

## 製品
- 高級ブランドとして、前代表取締役の小池久男が平家平重盛の子孫であることに由来して命名された「平家」[3]。
- このほか「こいしや」、「踊り七福」、「日光」などのブランドがある。

## 拠点
- 本社工場 - 宇都宮市宮山田町、直売所豆水撰設置